# Szymon Sićko
Szymon Sićko (født 20. august 1997) er en polsk håndboldspiller for Industria Kielce og Polens herrehåndboldlandshold.
Han repræsenterede Polen ved EM i håndbold for mænd i 2020.